# 聖と俗と
『聖と俗と』（せいとぞくと、Sacred and Profane）は、アメリカ合衆国の推理作家フェイ・ケラーマンによる推理小説。ピーター・デッカー&リナ・ラザラスシリーズの第2作目。

## あらすじ
ピーターの農場に遊びに来ていたリナの息子・サミーとジェイクが森の中で黒焦げの死体を発見する。
歯の治療痕から、1人は中流家庭で育った16歳の少女・リンジー、もう1人はポルノ映画にも出演する売春婦だと判明する。捜査が進むに連れ、財界の大物らも事件に関与している可能性が浮上する。

## 登場人物

### 主要人物及び警察関係者
ピーター・デッカー
ロサンゼルス市警フットヒル署性犯罪課・未成年犯罪課の巡査部長。
農場でリナの息子たちとクリスマス休暇を過ごしていたところ、サミーが森の中で黒焦げの人骨を発見する。人手不足の殺人課に駆り出され、事件を担当することになる。
リナ・ミリアム・ラザラス
ユダヤ教神学院の数学教師。本作の最後にニューヨークへ引っ越す。
シュムエル（サミー） / ヤコブ（ジェイク）
リナの息子たち。
マージョリー・ダン
デッカーの同僚。ブロンド。
エドワード・フォードブランド
ロサンゼルス市警フットヒル分署殺人課刑事。アレルギー体質で、死体を見ると発疹とみみず腫れが起こる。
ウォルト・ベッカム
クレストヴュー国有林局で働く郡保安官助手。
アニー・ヘノン
ビバリーヒルズにあるヘノン・アンド・マグレディ歯科医院の歯科医。司法歯科医。
ドン・オールダム
リンジー・ベイツ失踪事件を担当したグレンデール署の刑事。

### 事件関係者
リンジー・ベイツ
焼死体発見の3カ月半前に失踪人届が出された16歳の青い目にブロンドの髪の少女。
エリン・ベイツ
リンジーの妹。14歳。
クリス・トラスコット
リンジーの恋人。フリーのカメラマン。20歳。
ブライアン・アーマー
リンジーの友達。
ヘザー・ハンスン
リンジーの親友。
リサ・オドネル
リンジーの友達。
セシル・ポード
カメラマン。裏ではポルノ写真を撮っている。
キキ
売春婦。デッカーに協力する。
ウィルミントン・ジョンスン/クレメンタイン
ポン引き。
ダスティン・ポード / キャメロン・スミッスン
手形割引仲買業〈エグゼクティヴ・ファースト商会〉副社長。ダスティンはセシルの息子。
ハリスン・スミッスン
〈エグゼクティヴ・ファースト商会〉社員。50代。キャメロンの父。
ケイト・アームブラスター
〈ドラキュラ伯爵夫人〉の名で知られる釘歯の売春婦。
アーマンド・アーリントン
〈アーリントン鋼鉄〉会長。
シルヴェスター・トーク / アルヴィン・ペパーズ
裏ポルノ映画の映写技師。前科多数。